# Pustki (wzgórze)

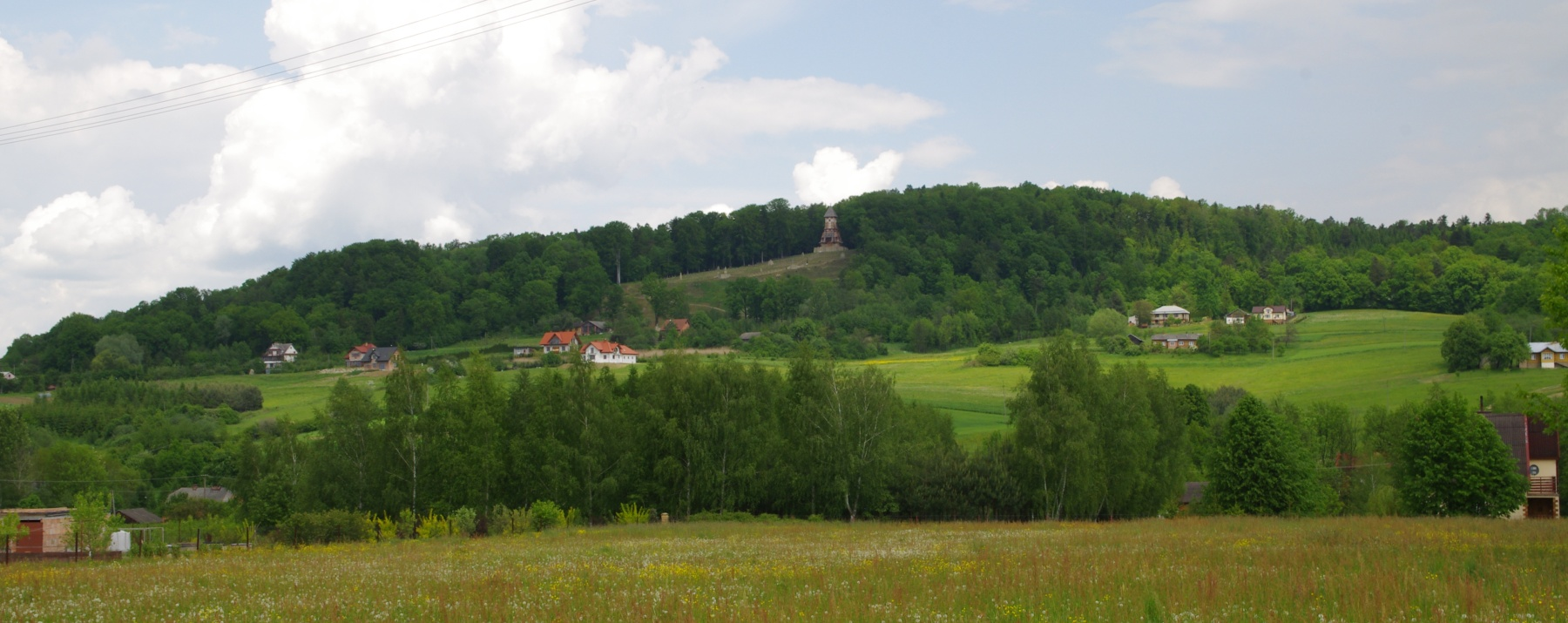
Pustki, widok od południowej strony

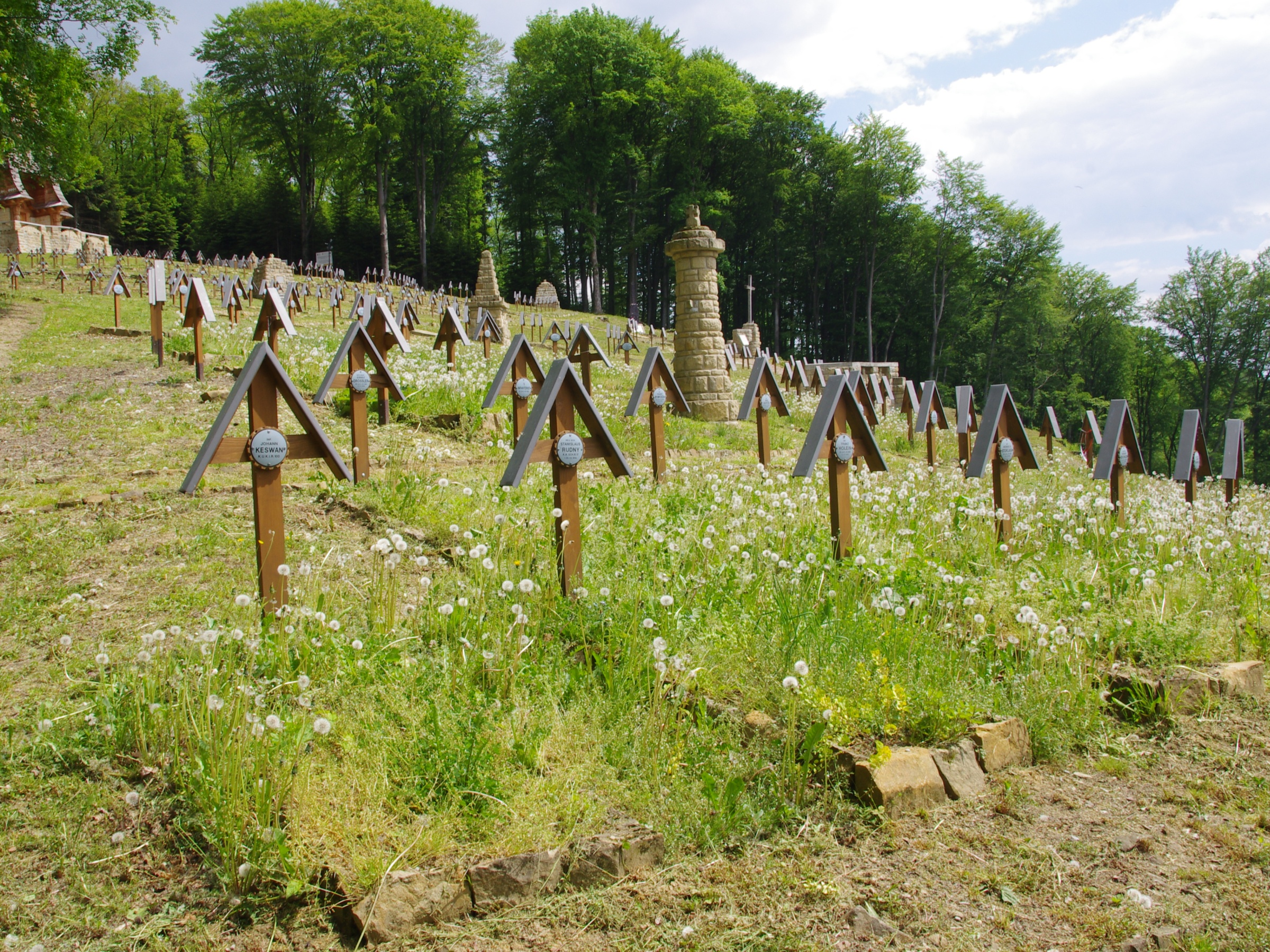
Na zboczach Pustek znajdują się cmentarze wojenne. Na zdjęciu fragment cmentarza nr 123

Pustki (446 m) – wzgórze nad Łużną na Pogórzu Ciężkowickim. Oddziela dolinę Łużnianki od doliny Moszczanki.
Na stokach Pustek znajduje się nieczynny kamieniołom piaskowca.

## Bitwa o Wzgórze Pustki
2 maja 1915 w czasie bitwy pod Gorlicami, miało tu miejsce starcie austro-węgierskiej 12 Krakowskiej Dywizji Piechoty gen. Paula Kestranka, złożonej w większości z żołnierzy narodowości polskiej (56 Pułk Piechoty Austro-Węgier płk. Mollinarego oraz 100 Pułk Piechoty Austro-Węgier płk. Franciszka Latinika) z 3 Armią rosyjską gen. Radko Dimitriewa.
Pierwsze dwie linie okopów sforsowano wprawdzie bez strat, lecz w dalszych, ukrytych w lesie i niezniszczonych przez ogień artyleryjski, Rosjanie stawili zaciekły opór, który przełamano dopiero około godziny 11 po walce na bagnety. Po stronie wojsk austro-węgierskich zginęło blisko 900 żołnierzy, ponad połowę z nich stanowili Polacy.

## Cmentarze

### Cmentarz wojenny nr 123
Na wzgórzu powstał największy pod względem zajmowanej powierzchni cmentarz wojenny z I wojny światowej w Galicji Zachodniej (nr 123 Łużna – Pustki, reprezentacyjny cmentarz IV łużniańskiego okręgu cmentarnego)
Podzielony jest na kwatery według przynależności: 
- 909 żołnierzy austro-węgierskich (w przeważającej części Polaków)
- 65 żołnierzy armii niemieckiej
- 212 żołnierzy armii rosyjskiej
- kwatera żołnierzy, których przynależności nie rozpoznano

Nad nekropolią góruje (wiernie odbudowana po pożarze) kaplica cmentarna – gontyna projektu Dušana Jurkoviča. 
Cmentarz Wojenny nr 123 został dodany w 2016 roku do obiektów historycznych na liście znaków dziedzictwa europejskiego. 

### Cmentarz wojenny nr 122
Znajduje się poniżej cmentarza nr 123, na południowy wschód od niego, mieści mogiły 154 rosyjskich żołnierzy z okresu I wojny światowej.